# Rivière des Pères
Cet article possède des paronymes, voir Rivière aux Perles et Rivière des Perles.
Pour l’article homonyme, voir  Rivière des Pères (Martinique).
La rivière des Pères est un cours d'eau de Guadeloupe dans le parc national de la Guadeloupe.

## Géographie
Longue de 9,9 km, la rivière des Pères — qui doit son nom au lieu-dit des Pères-Blancs de Baillif — prend naissance dans le Grand Sans Toucher, constitue la frontière entre les communes de Baillif et de Saint-Claude sur Basse-Terre, passe le saut de Matouba au niveau du lieu-dit éponyme et se jette dans la mer des Caraïbes à la jonction des communes de Baillif et de Basse-Terre au niveau de la pointe de Pères près de la Tour du Père-Labat.

## Affluents
La rivière des Pères a pour affluents la rivière Rouge, rivière Noire, la Matouba, la rivière Saint-Louis.